# Mariusz Szram
Mariusz Andrzej Szram (ur. 16 II 1965 r. w Olsztynie) – polski duchowny katolicki, profesor doktor habilitowany nauk teologicznych, wykładowca Wydziału Teologii KUL.
W 1993 ukończył studia na Wydziale Teologii KUL. Magister filologii klasycznej. Stopień doktora otrzymał w 1996 na podstawie pracy Chrystus - Mądrość Boża według Orygenesa na macierzystym wydziale. Habilitację uzyskał w 2002 również na Wydziale Teologii KUL na podstawie rozprawy pt. Duchowy sens liczb w alegorycznej egzegezie aleksandryjskiej (II-V w.). W 2011 został profesorem nauk teologicznych. Jest nauczycielem akademickim (profesorem zwyczajnym) w Instytucie Historii Kościoła i Patrologii WT KUL.